# Waras (huyện)
Waras là một huyện thuộc tỉnh Bamian, Afghanistan. Dân số thời điểm năm 1999 là 100,135 người.